# Škoda Transportation
Škoda Transportation, o Škoda Group, è una società ceca che si occupa di costruire veicoli per il trasporto pubblico di persone, come treni, tram, filobus e autobus, nonché motori per gli stessi veicoli. La società fu istituita nel 1995 dallo scorporo del ramo d'azienda degli stabilimenti Škoda che si occupava della costruzione di materiale rotabile.
La società possiede partecipazioni azionarie in altre compagnie attive nel campo dello sviluppo e della produzione di materiale rotabile, di motori elettrici e di prodotti correlati in diversi paesi europei. Nell'aprile 2018, la Commissione europea ha autorizzato l'acquisto del gruppo da parte di PPF, un gruppo finanziario e di investimento dei Paesi Bassi.

## Storia

### Stabilimenti Škoda
Il conte Waldstein fondò una fabbrica metallurgica a Pilsen nel 1859. Iniziando con 100 dipendenti, la fabbrica produceva macchinari per birrifici, zuccherifici, miniere, nonché macchine a vapore e prodotti ferroviari. La fabbrica fu poi acquistata dal suo ingegnere capo Emil Škoda nel 1869. Nel giro di qualche decennio la Stabilimenti Škoda divenne una delle più grandi imprese in Europa, concentrandosi principalmente sulla produzione di armi pesanti e componenti per navi pesanti.
Oltre alla produzione militare, la Stabilimenti Škoda producevano anche una serie di componenti per materiale rotabile: ruote, assi, cerchi e caldaie a vapore. Durante la prima guerra mondiale la società iniziò anche a ristrutturare locomotive . Nel 1918, la società aveva 35.000 dipendenti e un debito enorme maturato a causa di forniture militari non pagate da parte degli Imperi centrali e da un prestito prebellico non pagato da parte della Cina .

### La fabbrica di locomotive
Nell'ambito del suo passaggio alla produzione non militare, la Skoda Work destinò una parte delle sue strutture alla produzione di locomotive. La produzione iniziò a seguito di un ordine di 30 locomotive per la Cecoslovacchia. La prima locomotiva Škoda lasciò la fabbrica l'11 giugno 1920. Nel frattempo, Škoda ottenne un importante contratto per la produzione di 80 locomotive e la ristrutturazione di 500 locomotive per la Romania. Grazie all'ordine rumeno, Škoda riguadagnò la fiducia delle banche che fornirono alla società i finanziamenti per sopravvivere negli anni del dopoguerra. La fabbrica di locomotive così divenne uno dei pilastri principali dell'azienda. 
- Prodotti Škoda
- Locomotiva Škoda degli anni '30
- Locomotiva degli anni '30 esportata in Cina
- 1938 Classe 19D in Sud Africa
- Tram Škoda pre-seconda guerra mondiale di Belgrado, Serbia, ora nel museo
- Filobus Škoda 3Tr del 1941
- 1949 Кч4 in Russia

 L'azienda produsse la sua centesima locomotiva il 13 settembre 1921. Nel 1927 Škoda produsse la sua prima locomotiva elettrica per treni rapidi, seguita dall'introduzione delle locomotive elettriche per il trasporto merci. Mentre le locomotive elettriche venivano utilizzate su linee elettrificate all'interno di Praga, la società produceva anche locomotive elettriche con batterie per l'uso all'interno di stabilimenti. Sempre nel 1927, Škoda iniziò la produzione di locomotive diesel e treni espressi diesel. Negli anni '30 la fabbrica di locomotive produceva in media 3 locomotive al mese di un terzo destinato all'esportazione.
Nel frattempo, all'inizio degli anni '20, in un altro edificio industriale situato a Pilsen, Škoda iniziò a produrre unità di propulsione elettrica per tram; nel 1936 l'azienda invece iniziò a produrre filobus .
La produzione di locomotive e filobus è anche continuata durante il periodo di nazionalizzazione dell'azienda avvenuta dopo la seconda guerra mondiale. Dopo la caduta del comunismo nel 1989, la Stabilimenti Škoda è stata trasformata in una società per azioni, i cui beni sono stati successivamente suddivisi in diverse entità separate, tra cui la Škoda Dopravní Technika sro che includeva la fabbrica di materiale rotabile a Pilsen e che è stata ribattezzata Škoda Transportation nel 2004.
All'inizio degli anni '90, l'azienda ha iniziato a lavorare anche alla ristrutturazione dei tram, e in seguito, nel 1997, fu fatto il primo progetto di tram: Škoda 03 T a pianale ribassato.

La Repubblica Ceca ha privatizzato la Škoda Transportation nel 2002. Da quel momento in poi, la società si è ampliata acquistando azioni in altre società attive nella produzione e nella ricerca e sviluppo di materiale rotabile in Europa. Oggi, il gruppo Škoda Transportation è uno dei maggiori produttori mondiali di tram e unità di propulsione per filobus, nonché un importante produttore locale di locomotive e treni elettrici. 

Prodotti Škoda
Prodotti Škoda
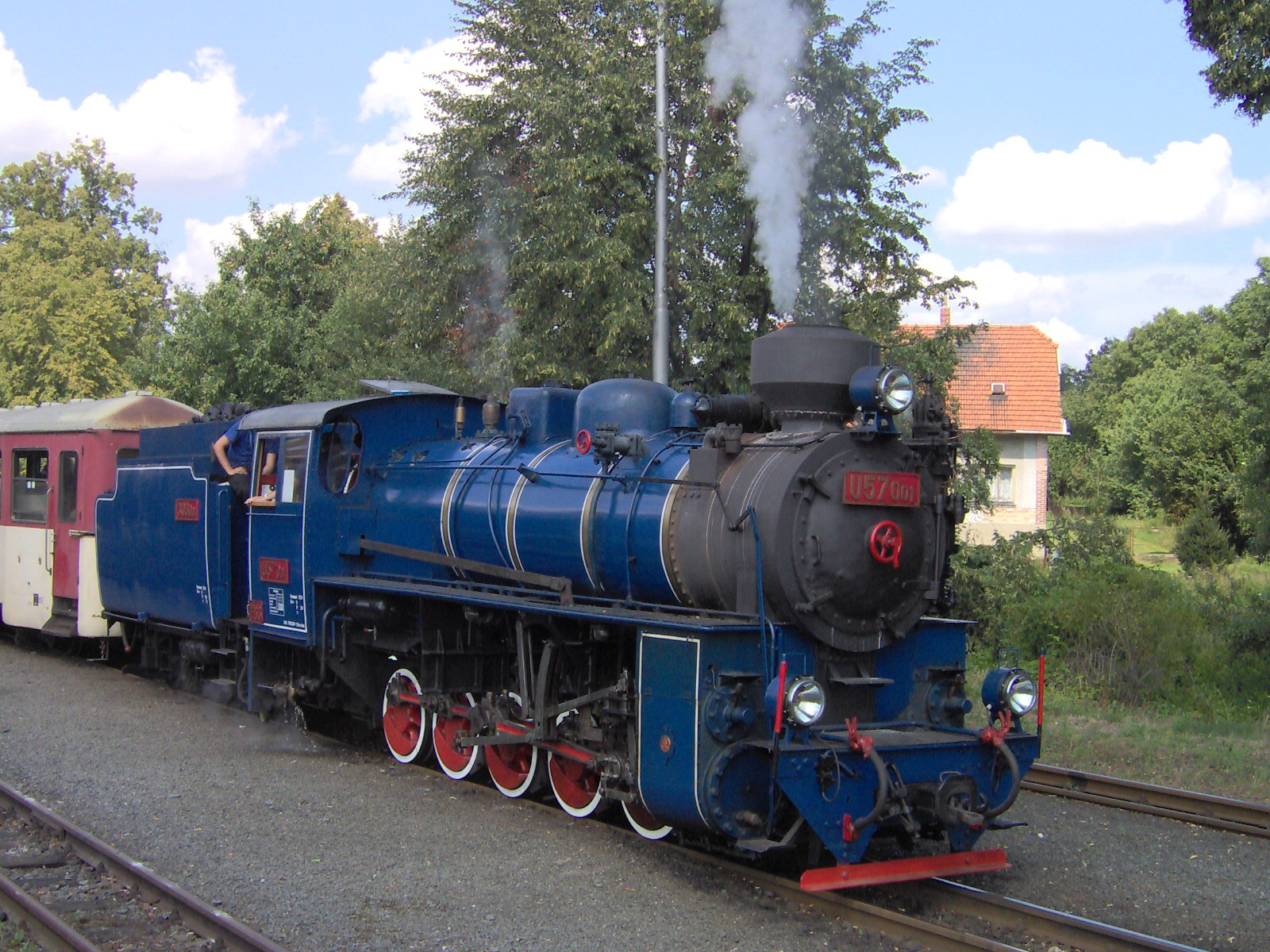
Locomotiva Škoda degli anni '30
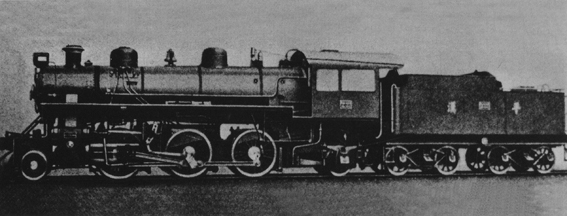
Locomotiva degli anni '30 esportata in Cina
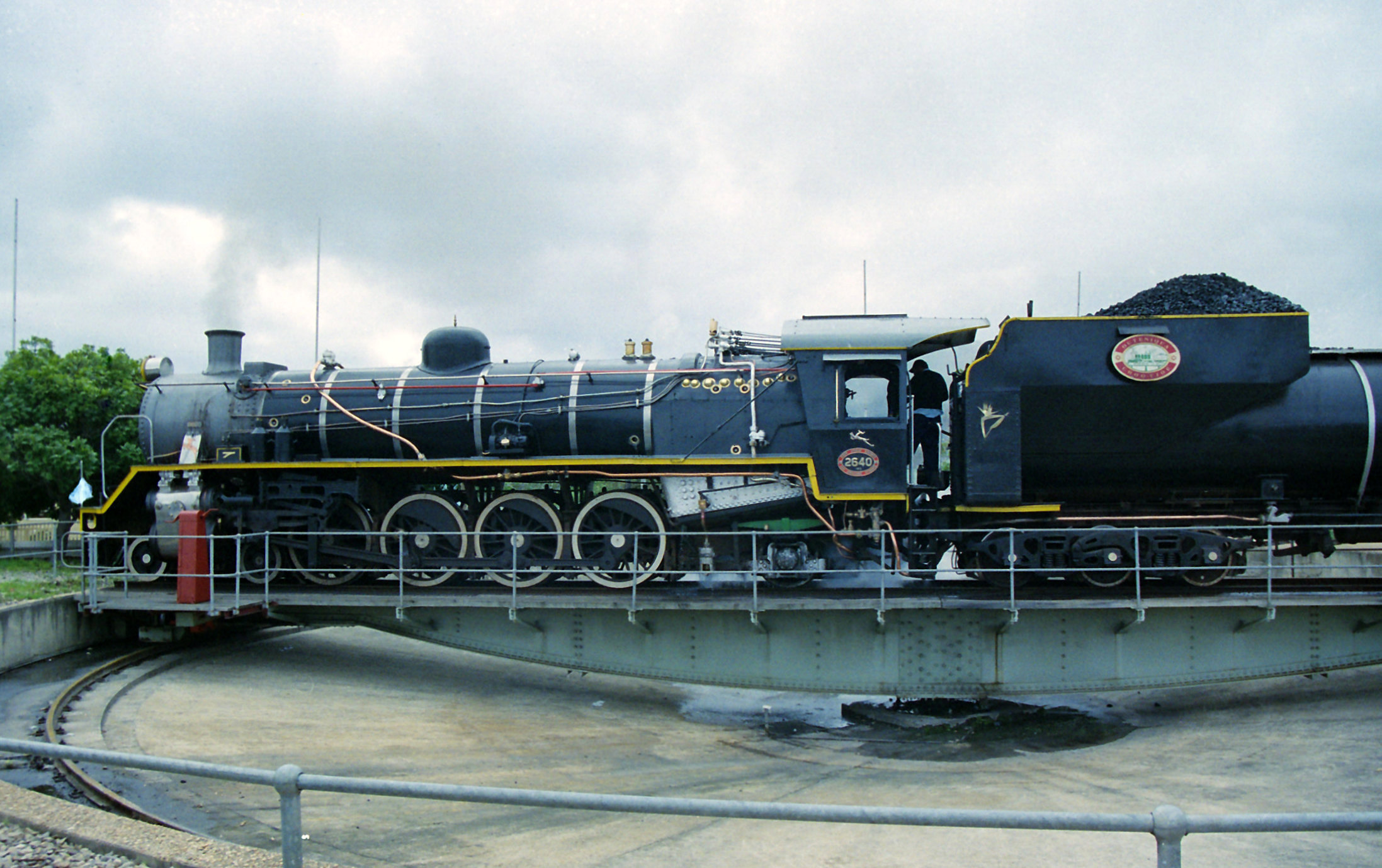
1938 Classe 19D in Sud Africa
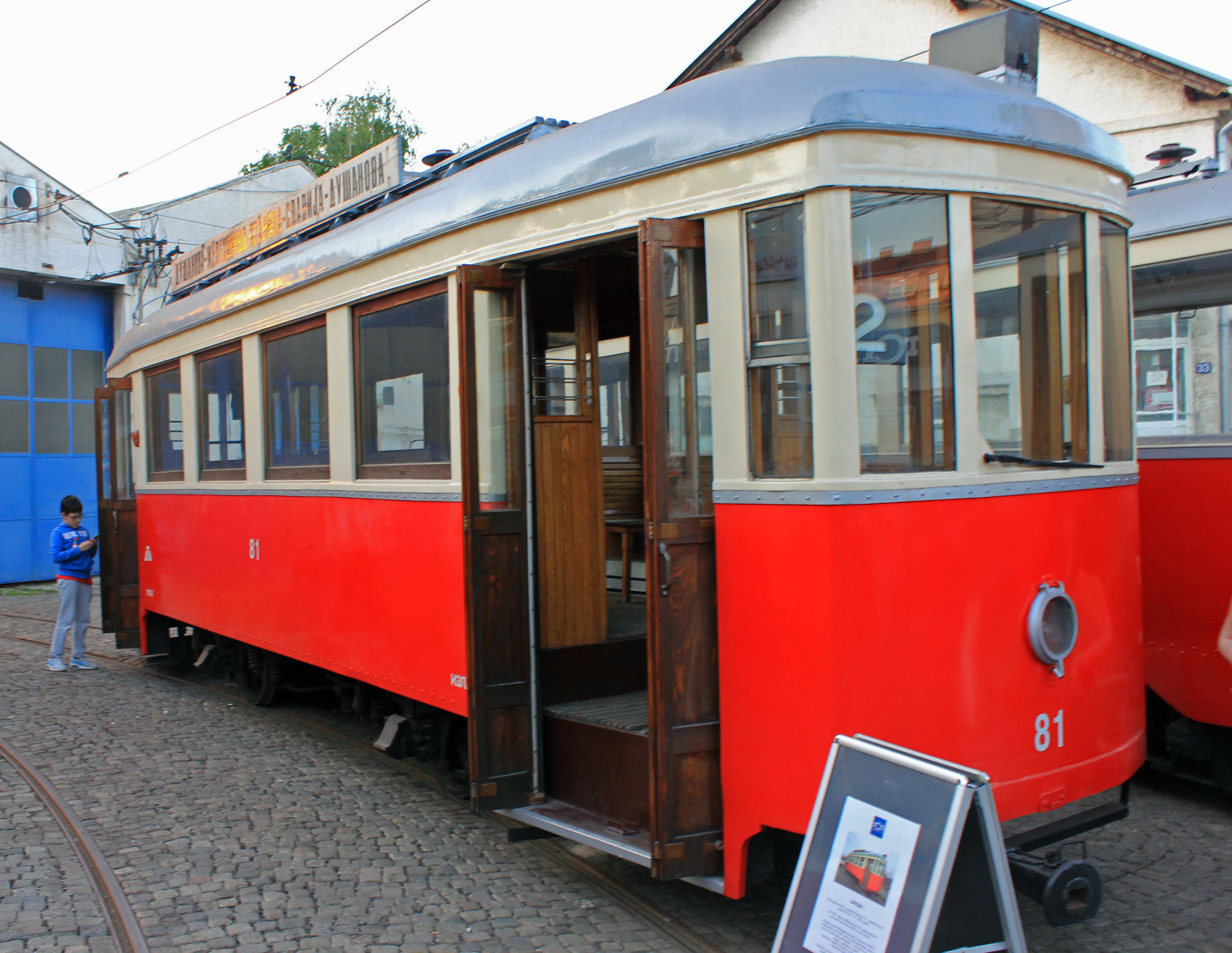
Tram Škoda pre-seconda guerra mondiale di Belgrado, Serbia, ora nel museo
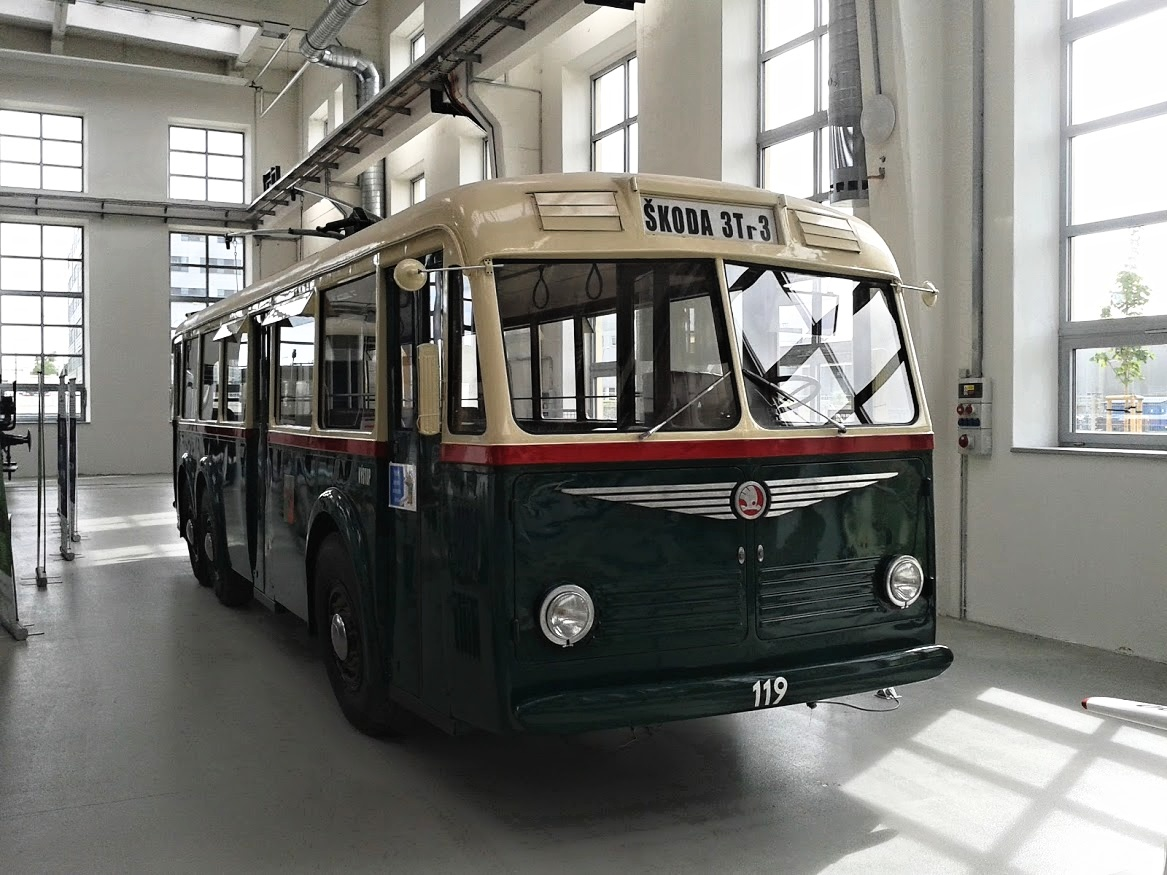
Filobus Škoda 3Tr del 1941
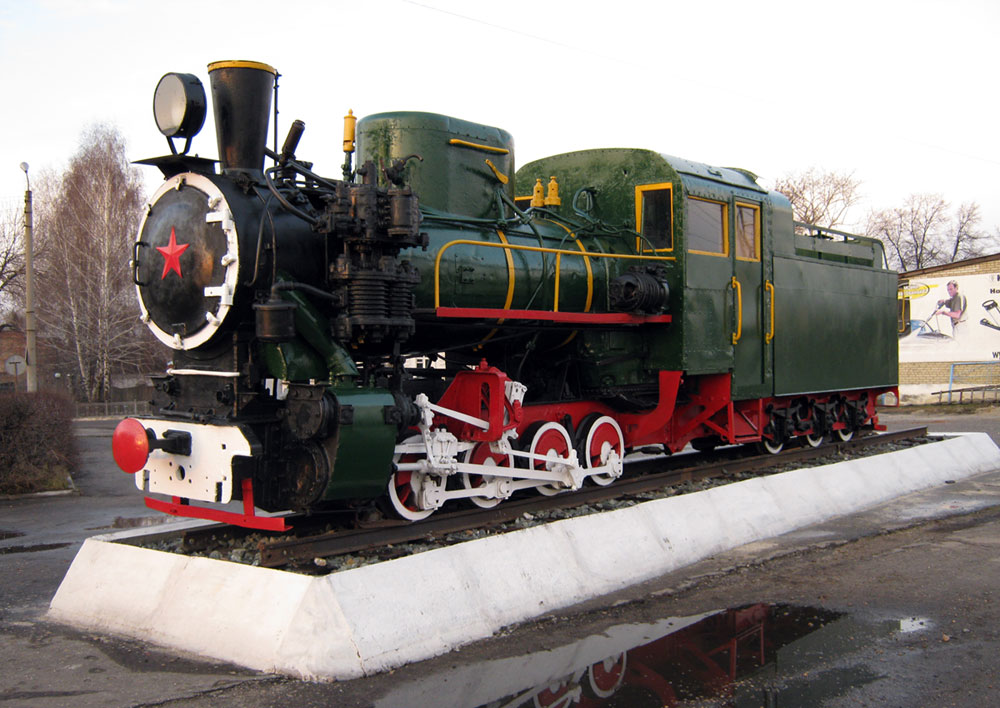
1949 Кч4 in Russia
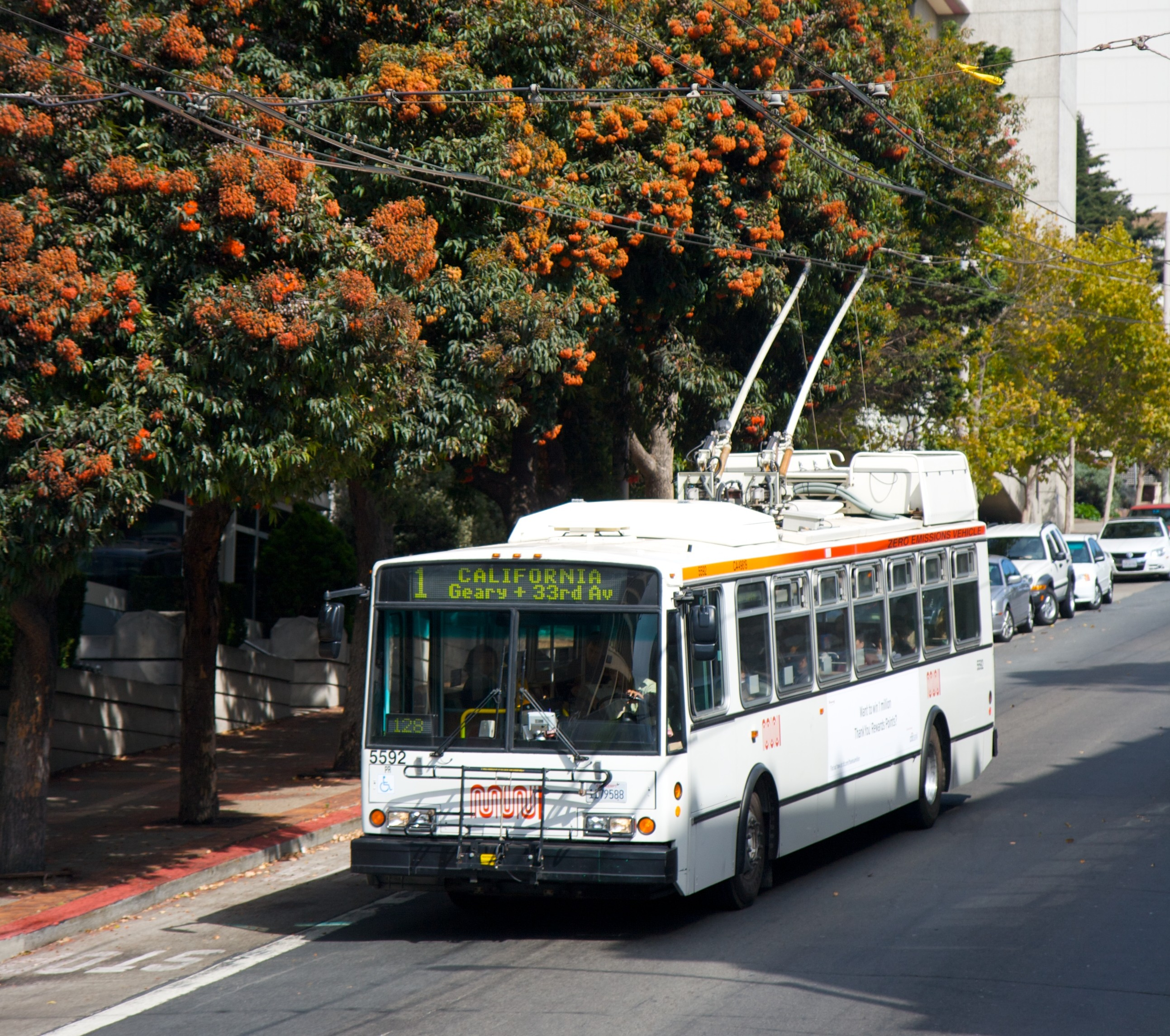
14TrSF - Filobus di San Francisco
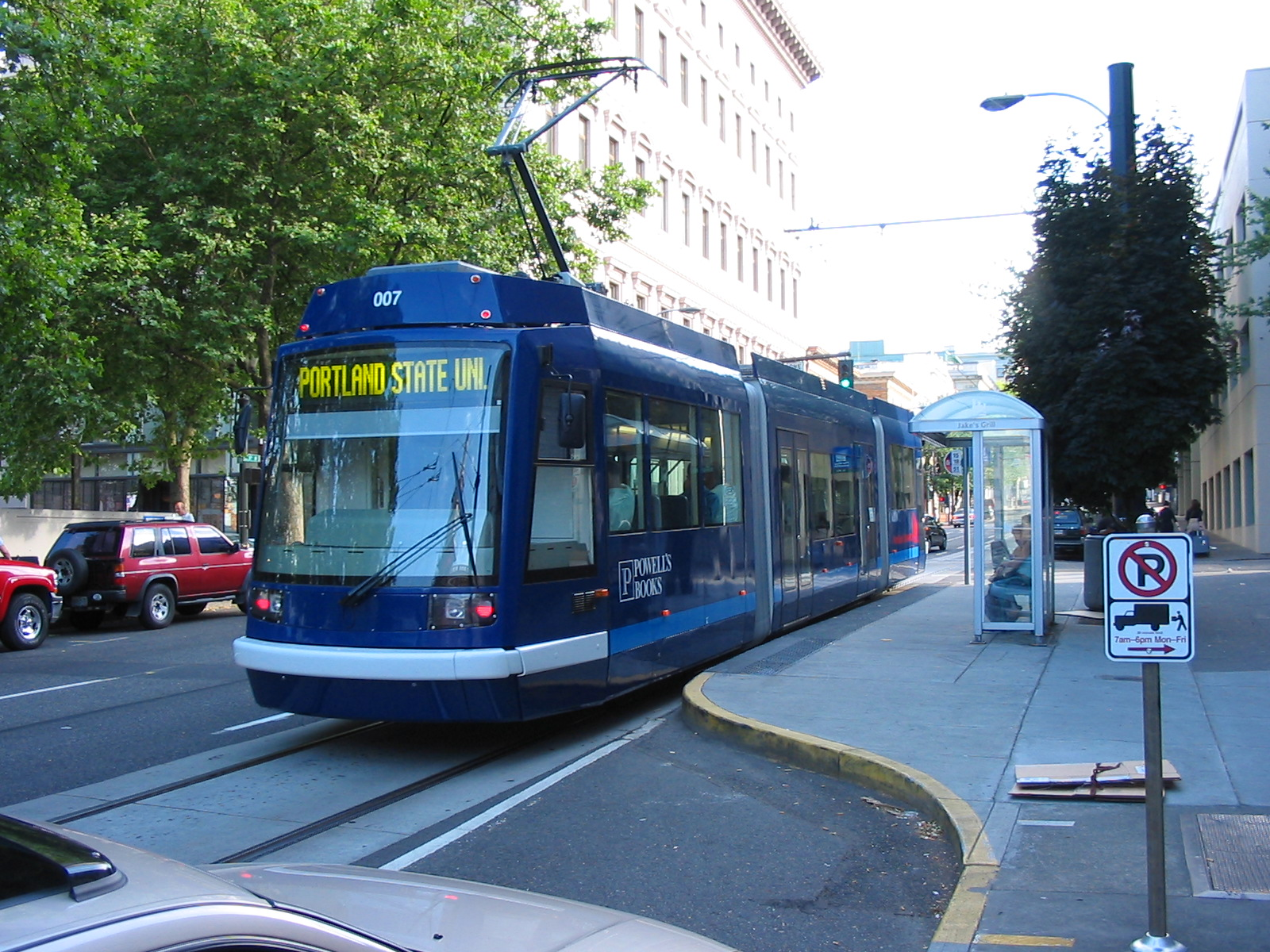
Tram di Portland
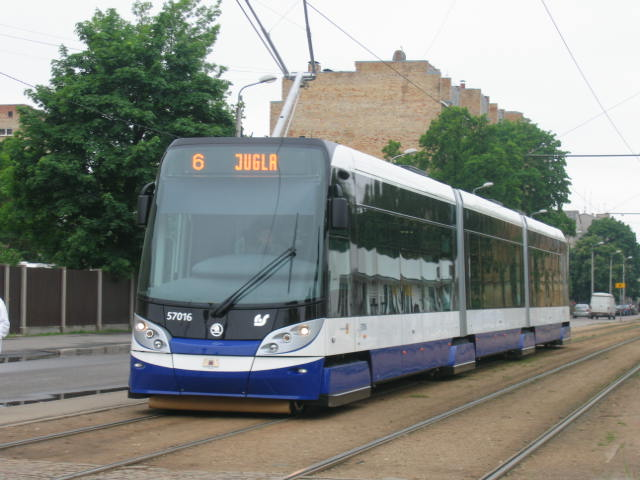
Tram Škoda 15 T a Riga
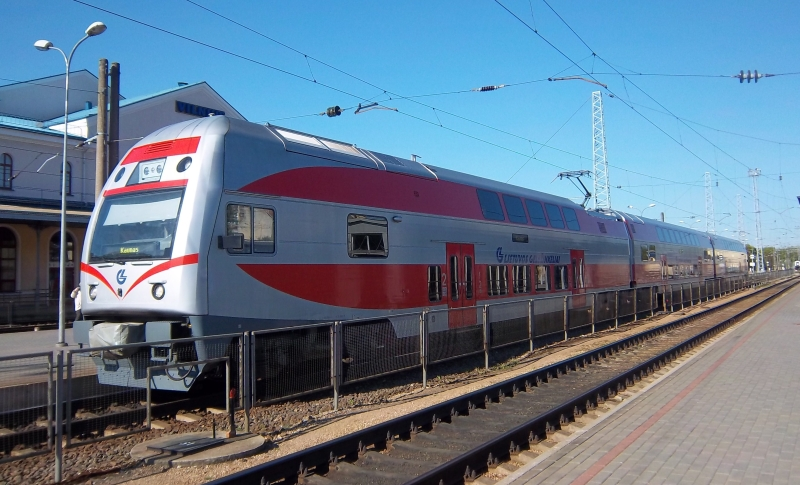
LG Class 575 in Lituania
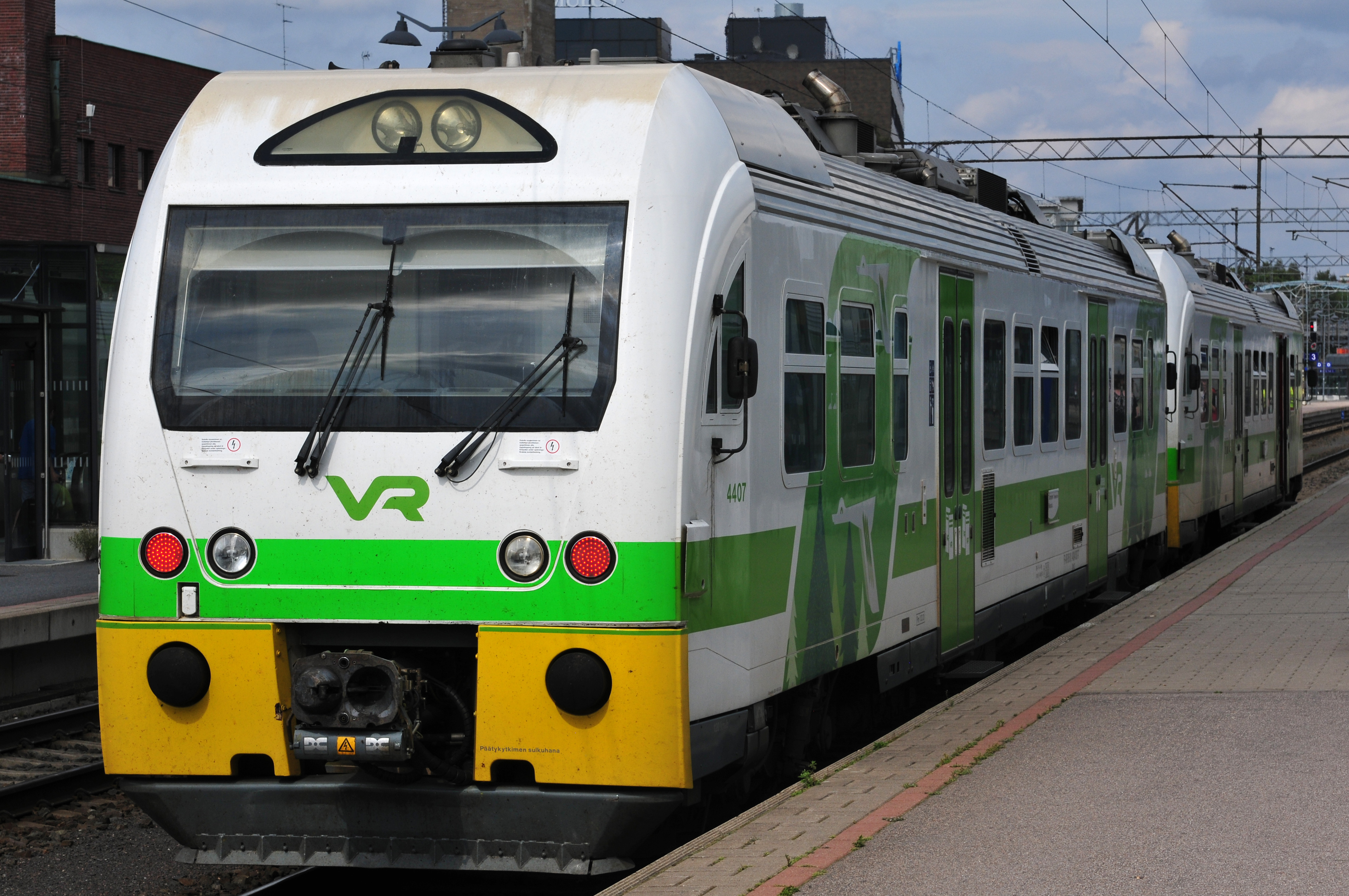
Unità diesel VR Classe Dm12 in Finlandia

## Società affiliate

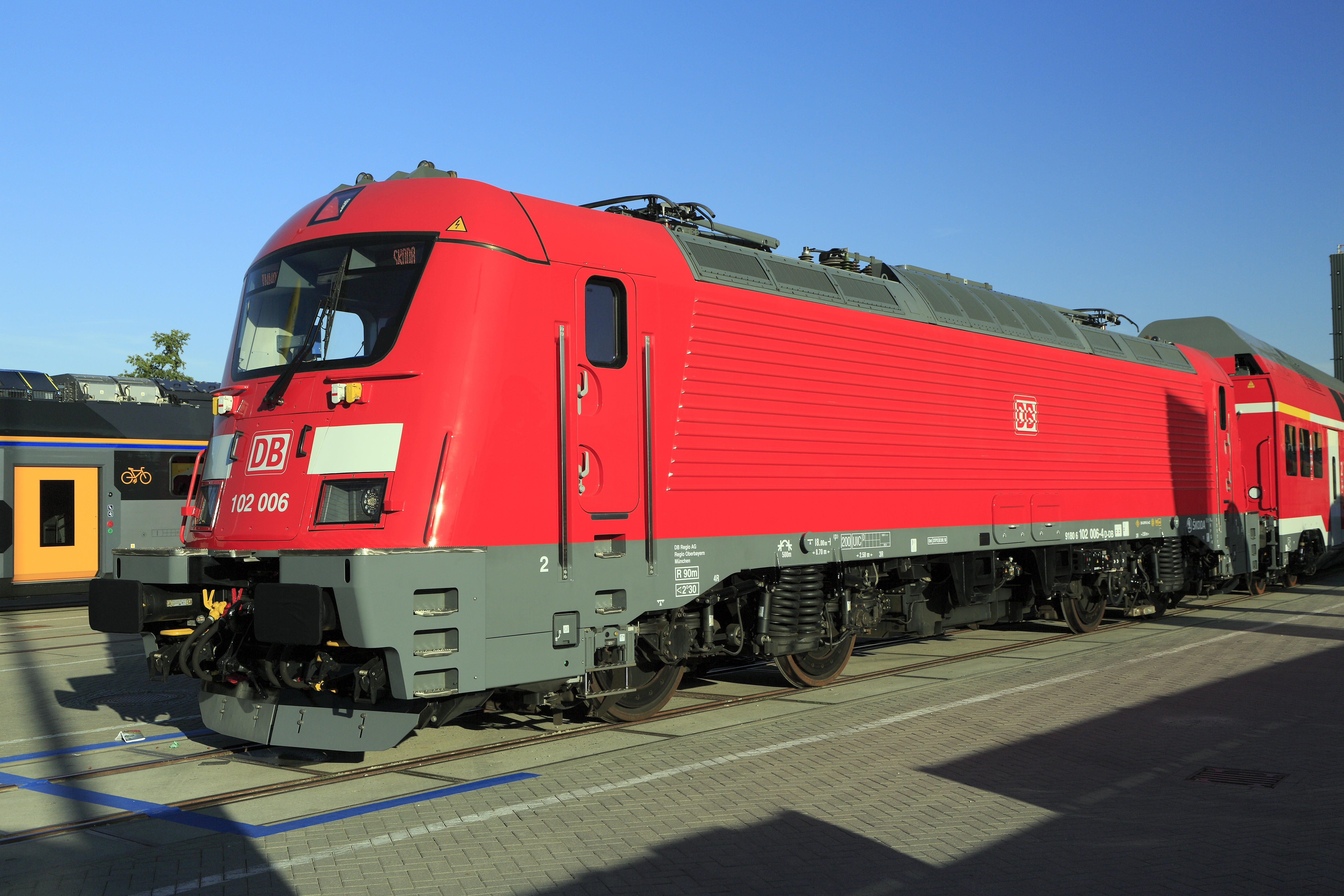
Locomotiva Škoda 109E

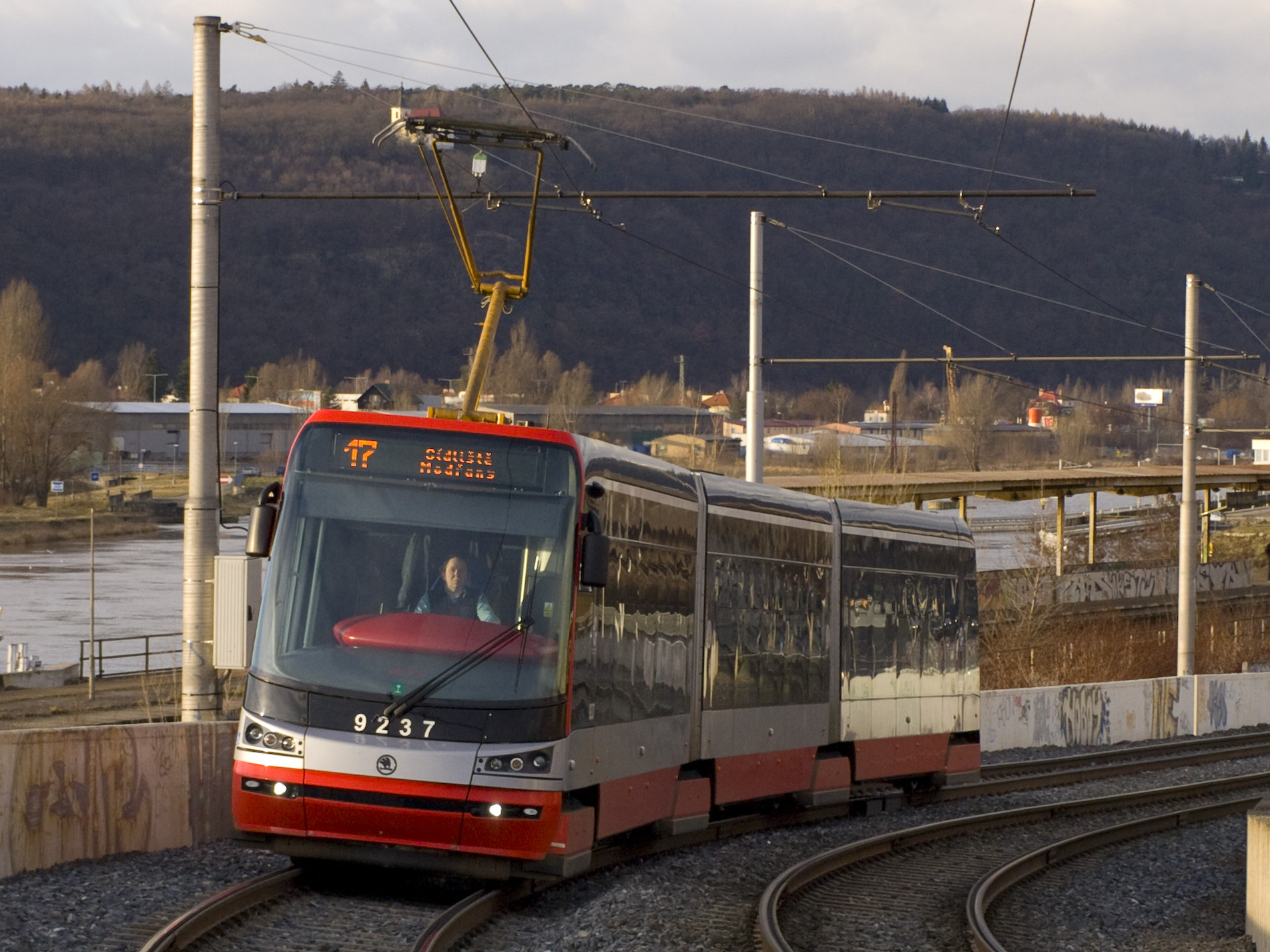
Tram Škoda 15T ForCity a Praga

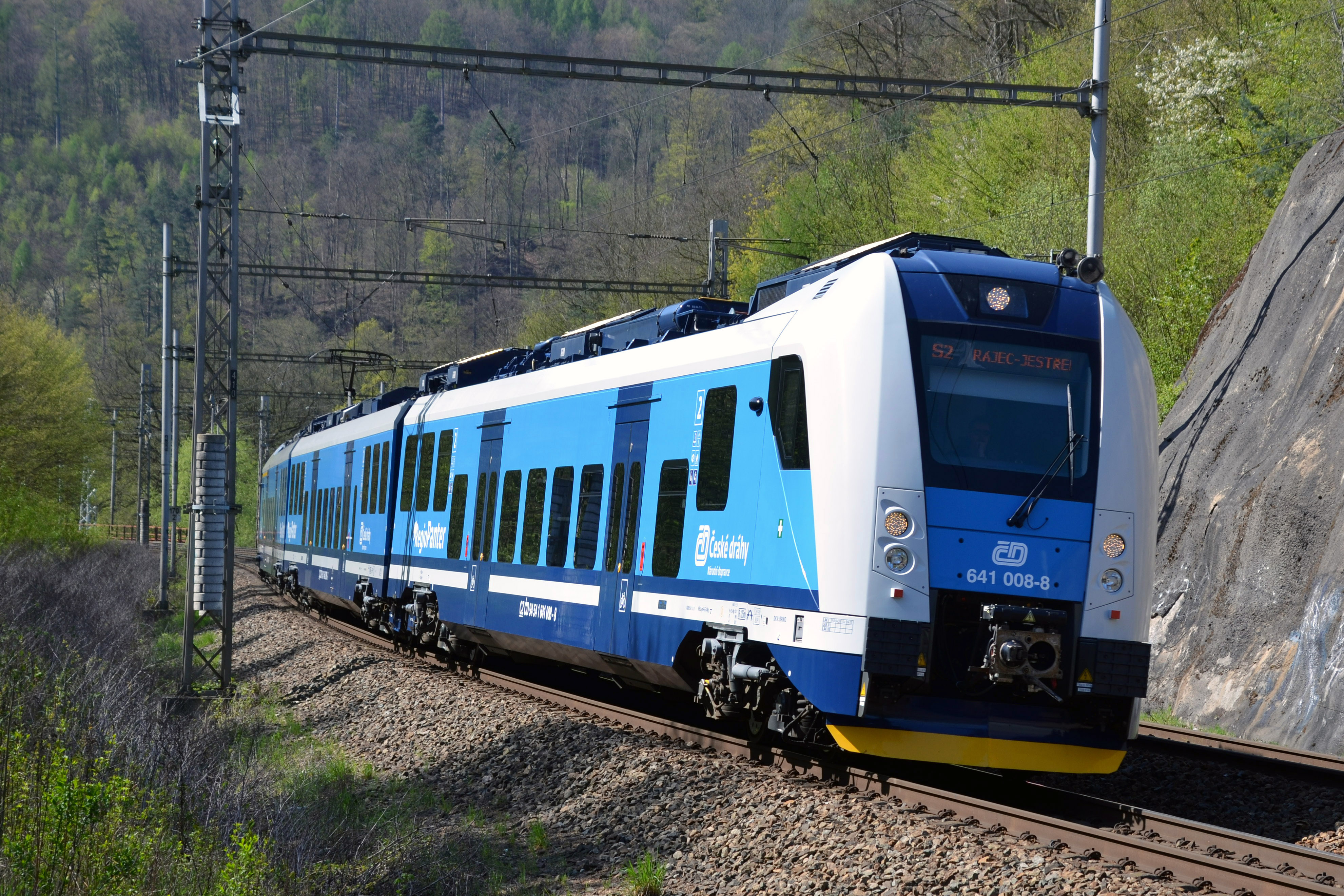
Škoda 7Ev treno elettrico multiplo

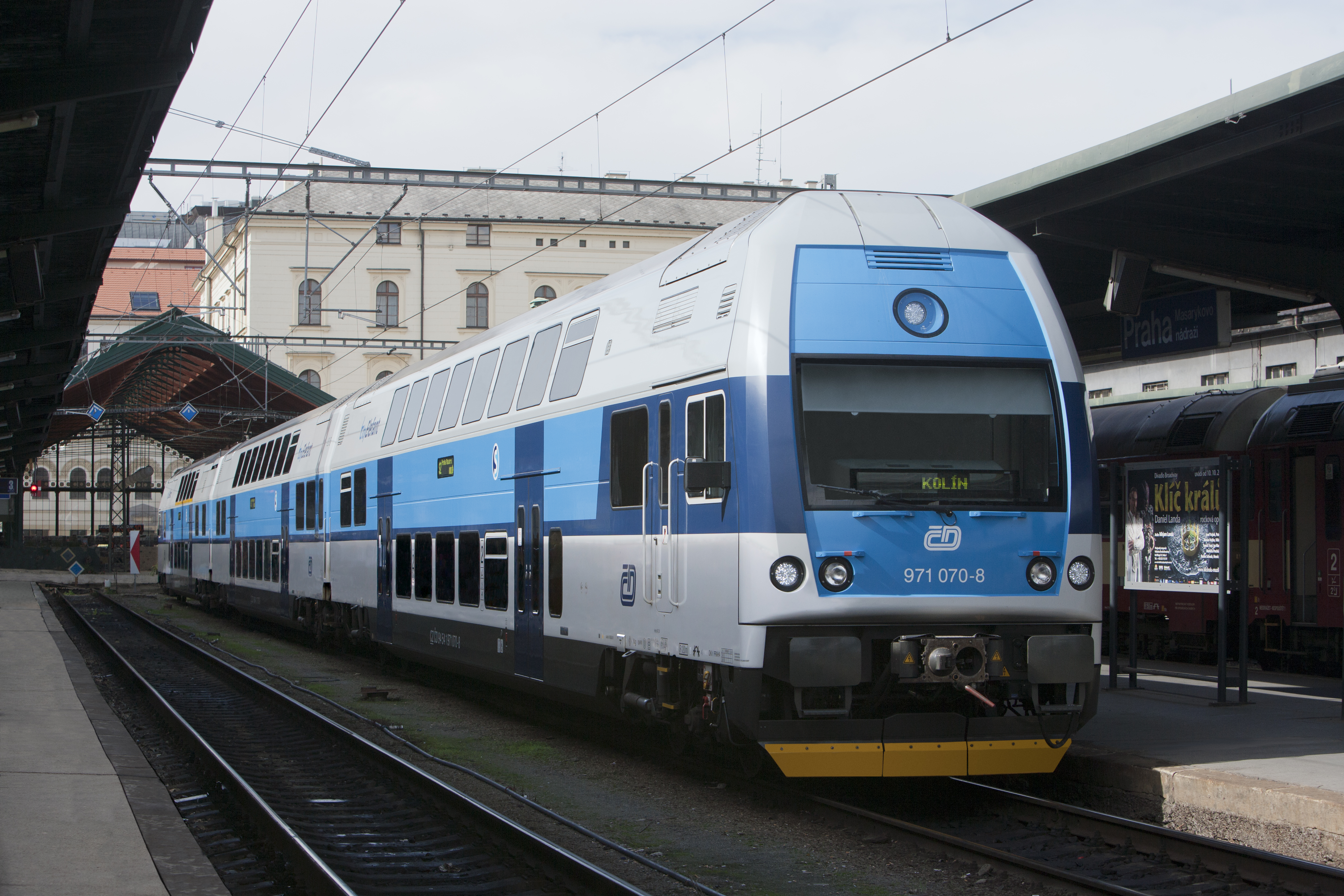
Treno multiplo elettrico a due piani ČD Classe 471

Škoda Transportation e società affiliate
| Nome                                  | % di proprietà | Ubicazione                  | Prodotti | Fatturato CZK (2016) |
| ------------------------------------- | -------------- | --------------------------- | --- | -------------------- |
| Škoda Trasporti as                    | capogruppo     | Pilsen, Repubblica Ceca     | produttore di materiale rotabile locomotive, EMU, DMU, tram | 7.721.594.000        |
| Škoda Vagonka as                      | 100            | Ostrava, Repubblica Ceca    | produttore di materiale rotabile Carrozze ferroviarie, DMU, EMU Azienda fondata nel 1900 come Staudinger Waggonfabrik AG                                                            | 2.031.624.000        |
| Ganz-Skoda Electric Ltd.              | 100            | Budapest, Ungheria          | produttore di materiale rotabile |                      |
| OOO Vagonmaš                          | 51             | San Pietroburgo, Russia     | produttore di materiale rotabile |                      |
| Škoda Transtech                       | 75             | Oulu, Finlandia             | produttore di materiale rotabile | 2.874.658.000        |
| Škoda Electric as                     | 100            | Pilsen, Repubblica Ceca     | azionamenti elettrici e motori di trazione per filobus, locomotive, DMU, EMU, tram                                                                                                  | 2.498.656.000        |
| Škoda Pars as                         | 100            | Šumperk, Repubblica Ceca    | ristrutturazioni, riparazioni e ristrutturazioni di materiale rotabile | 2.553.419.000        |
| Movo spol. s ro                       | 100            | Pilsen, Repubblica Ceca     | ristrutturazioni, riparazioni e ristrutturazioni di materiale rotabile | 57.908.000           |
| POLL, sro                             | 100            | Praga, Repubblica Ceca      | sviluppo e produzione di sistemi elettronici per applicazioni nell'elettronica di potenza e in altri settori dell'ingegneria elettrica                                              | 124.517.000          |
| Škoda TVC sro                         | 100            | Pilsen, Repubblica Ceca     | produzione e installazione di pezzi singoli ripetuti o piccole serie di parti e sottogruppi, in particolare per tecnica ferroviaria, macchine utensili e per l'industria energetica | 184.004.000          |
| Lokel sro                             | 100            | Ostrava, Repubblica Ceca    | sviluppo e produzione di sistemi di controllo per veicoli ferroviari | 61.036.000           |
| Škoda City Service sro                | 100            | Pilsen, Repubblica Ceca     | Operatore del servizio di trasporto pubblico della città di Pilsen | 259.880.000          |
| Trading RS Sp. z oo                   | 100            | Varsavia, Polonia           | rappresenta gli interessi del gruppo nel mercato polacco |                      |
| Skoda Transportation USA, LLC         | 100            | Baltimora, MD, USA          | rappresenta gli interessi del gruppo nel mercato statunitense |                      |
| SKODA Transportation Deutschland GmbH | 75             | Monaco di Baviera, Germania | unità commerciale / supporto tecnico / manutenzione responsabile dello sviluppo del business in Germania, Austria e Svizzera.                                                       |                      |
| OOO Skoda-R                           | 99             | Mosca, Russia               | |                      |
| PRAGOIMEX as                          | 32             | Praga, Repubblica Ceca      | produttore di materiale rotabile tram |                      |
| Zaporizkiy Elektrovoz                 | 49             | Zaporizhia, Ucraina         | |                      |

Il Gruppo nel 2015 occupava circa 5.600 persone, con un fatturato di 17 miliardi di CZK.

## Techmania Science Center
Škoda Transportation e l'Università della Boemia occidentale gestiscono il Techmania Science Center a Pilsen. Il museo è visitato ogni anno da decine di migliaia di studenti che apprendono i vari principi della matematica e della fisica in modo coinvolgente. Il museo comprende anche una serie di prodotti storici del materiale rotabile Škoda.